# Solid Shoes
Solid Shoes ist ein kosovarischer Schuhhersteller und -vertrieb mit Sitz in Suhareka. Das Unternehmen exportiert Schuhe ins europäische Ausland. Es ist einer der größten Schuhhersteller der Region und einer der größten Exporteure im Kosovo sowie der größte private Arbeitgeber in Suhareka. Jährlich werden von den mehr als 330 Mitarbeitern über 600.000 Paar Schuhe produziert.

## Geschichte
Das Unternehmen begann ab 1992 als Familienbetrieb mit dem Verkauf von Schuhen, 1996 ging man auch zur Produktion von Schuhen über und führte von nun an die erste private Schuhfabrik im Kosovo. Während des Kosovokrieges wurde diese Werkstatt 1999 vollständig zerstört, nach dem Krieg wurde das Unternehmen mitsamt einer größeren Produktionshalle wieder aufgebaut.
Im Jahr 2016 wurde Solid Shoes kritisiert, weil es auch an das serbische Militär exportiere. Daraufhin wurde vom Unternehmen erklärt, dass nach ganz Europa und Serbien exportiert werde; es würden jedoch keine speziellen Modelle für serbische Sicherheitskräfte hergestellt.

## Produkte
Solid Shoes stellt Damen- und Herrenlederschuhe her. Im Jahr 2014 schloss das Unternehmen ein Abkommen zur Zusammenarbeit mit dem italienischen Schuhhersteller Leo Shoes. Die Schuhe der Firma werden nach Italien exportiert und dort unter diesem Label vertrieben.
Solid Shoes arbeitet mit mehreren europäischen Unternehmen zusammen, unter anderem mit dem Schuhproduzent GEOX.